# Lucky Office
Lucky Office es un escultor de Zimbabue, nacido el año 1976 en el distrito de Hurungwe .

## Datos biográficos
Nacido en el distrito de Hurungwe , Office comenzó a esculpir cuando contaba 19 años de edad, tras su encuentro con Moses Masaya. Los dos hombres trabajaron juntos durante dos años antes de que Office comenzase su labor de escultor de forma independiente. Muchos de sus temas durjen de sus experiencias familiares, particularmente las tragedias y las emociones sentidas durante las situaciones difíciles.
Sus obras frecuentemente retratan las formas humanas y animales del mismo modo que el arte de la cultura tribal Shona ·.
Sus obras han sido expuestas en las galerías de Harare, y también con difusión internacional en diferentes países, entre ellos Estados Unidos, el Reino Unido, Países Bajos, Bélgica y Alemania. Una de sus obras más notables es la escultura “ Serious Thoughts -Pensamientos graves”, la escultura de un yunque con forma de una cara de 50 x 9 pulgadas .